# Galba (Santa Lucía)
Galba es una localidad de Santa Lucía que forma parte del distrito de Micoud.